# Renato Castellani
Renato Castellani (Varigotti, Finale Ligure, 4 de setembro de 1913 — Roma, 28 de dezembro de 1985) foi um cineasta e roteirista italiano, representante do movimento cinematográfico neorrealista.

## Biografia
Castellani passou sua infância na Argentina, retornando em 1925 à sua terra natal. A partir deste ano, viveu em Milão, onde formou-se em arquitetura. Sua primeira experiência com a indústria cinematográfica foi realizada para a Cineguf, na Lombardia. Logo em seguida, mudou-se para Roma com o desejo de iniciar uma carreira como diretor de cinema.
A experiência como conselheiro militar para as gravações externas do filme Il grande appello, em 1936, permitiu-lhe iniciar em seguida o trabalho de roteirista. Seus primeiros filmes como tal são, no entanto, de pouco interesse. Em 1940, como assistente de direção, teve sua primeira experiência diretamente relacionada à atividade de diretor cinematográfico. No ano seguinte, estreou finalmente na função de cineasta, com o filme Un colpo di pistola, baseado em um conto de Pushkin. Neste filme, no qual Castellani trabalha ainda como ator,  já é possível identificar um estilo pessoal de direção.
Os dois filmes seguintes assumiram a forma e o conteúdo do movimento neorrealista italiano. Sob o Sol de Roma (Sotto il sole di Roma), de 1948, forma, ao lado de É Primavera (È primavera...) e Dois Vinténs de Esperança (Due soldi di speranza) – vencedor do Grand Prix do Festival de Cannes, que à época era o prêmio máximo do festival –, uma trilogia dedicada ao tema da sobrevivência em meio à Segunda Guerra Mundial. Seguindo a estética neorrealista, os três filmes contêm apenas cenas externas e atores não-profissionais ou semi-profissionais. Por incluirem elementos de comédia, no entanto, fundaram um novo estilo, que posteriormente seria chamado pela crítica de neorrealismo rosa.
Nos filmes seguintes Castellani afastou-se do neorrealismo. Seu primeiro filme em cores, Romeu e Julieta (Romeo and Juliet), com Susan Shentall e Laurence Harvey nos papéis principais, conquistou o Leão de Ouro do Festival de Veneza. Il brigante (1961), por sua vez, venceu o prêmio FIPRESCI. Um Verão com Você (Una breve stagione), de 1969, marca a transição para a última fase de sua carreira, em que dedicou-se ao trabalho para a televisão. As realizações mais notáveis deste período são duas mini-séries biográficas, que receberam amplo reconhecimento internacional: A Vida de Leonardo Da Vinci (La vita di Leonardo da Vinci, 1971) e Giuseppe Verdi - Sua Vida, Sua Obra (Verdi, 1982).
Em 1982 Castellani foi agraciado com o prêmio David di Donatello e com prêmio honorário do Festival de Veneza.

## Filmografia como diretor
| Ano  | Título original                             | Título no Brasil                            | Título em Portugal                      |
| ---- | ------------------------------------------- | ------------------------------------------- | --------------------------------------- |
| 1942 | Un colpo di pistola                         |                                             | Um Tiro de Pistola                      |
| 1944 | Zazá                                        |                                             |                                         |
| 1944 | L'ombra della montagna                      |                                             |                                         |
| 1946 | Mio figlio professore                       | Meu Filho Professor                         |                                         |
| 1948 | Sotto il sole di Roma                       | Sob o Sol de Roma                           | Sob o Céu de Roma                       |
| 1950 | È primavera...                              | É Primavera                                 | É Primavera                             |
| 1952 | Due soldi di speranza                       | Dois Vinténs de Esperança                   | Dois Réis de Esperança                  |
| 1954 | Romeo and Juliet                            | Romeu e Julieta                             | Romeu e Julieta                         |
| 1957 | I sogni nel cassetto                        | No Limiar da Realidade                      | A Morte não é o Fim                     |
| 1959 | Nella città l'inferno                       | Inferno na Cidade                           | As Grades do Inferno                    |
| 1961 | Il brigante                                 |                                             |                                         |
| 1963 | Mare matto                                  | Mar Louco                                   |                                         |
| 1964 | Controsesso, segmento de Una Donna d'affari | Contrasenso, segmento de Una Donna d'affari | Colapso, segmento de Una Donna d'affari |
| 1964 | 3 notti d'amore, segmento de La Vedova      | Três Noites de Amor, segmento de La Vedova  |                                         |
| 1967 | Questi fantasmi                             | Fantasmas à Italiana                        | Dois à Italiana                         |
| 1969 | Una breve stagione                          | Um Verão com Você                           | Aqueles dias contigo                    |
| 1971 | La vita di Leonardo da Vinci (minisérie)    | A Vida de Leonardo Da Vinci                 |                                         |
| 1978 | Il furto della Gioconda                     |                                             |                                         |
| 1982 | Verdi                                       | Giuseppe Verdi - Sua Vida, Sua Obra         |                                         |

## Prêmios
- 1948: Taça Anita do Festival de Veneza, por Sob o Sol de Roma.
- 1948: Prêmio de melhor filme italiano do Festival de Veneza, por Sob o Sol de Roma.
- 1949: Prêmio especial Nastro d'Argento, por Sob o Sol de Roma.
- 1950: Prêmio Nastro d'Argento de melhor roteiro, por É Primavera.
- 1952: Prêmio Nastro d'Argento de melhor roteiro, por Dois Vinténs de Esperança.
- 1952: Prêmio Nastro d'Argento de melhor realizador, por Dois Vinténs de Esperança.
- 1952: Grand Prix do Festival de Cannes, por Dois Vinténs de Esperança.
- 1952: Prêmio OCIC do Festival de Cannes, por Dois Vinténs de Esperança.
- 1954: Leão de Ouro do Festival de Veneza, por Romeu e Julieta.
- 1954: Prêmio de melhor diretor da National Board of Review, por Romeu e Julieta.
- 1955: Prêmio especial Nastro d'Argento, por Romeu e Julieta.
- 1961: Prêmio FIPRESCI do Festival de Veneza, por Il brigante.
- 1982: Prêmio honorário Pietro Bianchi do Festival de Veneza.
- 1982: Prêmio honorário David di Donatello.